# Судьба диверсанта
«Судьба диверсанта» — российский фильм режиссёра Дмитрия Астрахана, посвящённый подвигам белорусских партизан в годы Великой Отечественной войны. Фильм вышел в прокат в Белоруссии 29 апреля 2021 года, а в России — 1 июля 2021 года. Премьера четырёхсерийной телеверсии картины состоялась 9 октября 2022 года на телеканале СТВ.

## Сюжет
В основе сюжета — реальная история самой крупной сухопутной диверсии Второй мировой войны. Белорусскому подпольщику Фёдору Крыловичу летом 1943 года удалось одновременно уничтожить сразу четыре эшелона с немецкой военной техникой, направлявшейся в район Курской дуги.

## В ролях
| Актёр             | Роль            |
| ----------------- | --------------- |
| Андрей Смоляков   | Виктор Климко   |
| Алексей Суренский | Алесь Арлович   |
| Александр Семчев  | Кляйнер         |
| Владимир Тимофеев | дядя Петя       |
| Виктор Васильев   | комиссар        |
| Валентина Ляпина  | Таня            |
| Лиана Гриба       | Светлана Климко |
| Михаил Жмако      | радист          |
| Руслан Чернецкий  | Одинцов         |

## Съёмки фильма
Операцию «диверсия Крыловича» снимали на железнодорожной станции Богатырёво под Минском. Технику военных лет привезли из разных городов Беларуси. Режиссёр Дмитрий Астрахан отметил, что:

«…этот остросюжетный фильм не только о подвиге, но и о предательстве. Беларусь находилась под немецкой оккупацией целых три года, и людям, жившим в ту пору, приходилось ежедневно выбирать между правдой и ложью, между свободой и рабством, между жизнью и смертью. Отнюдь не для всех выбор был очевидным и простым…»